# ماريا زاخارتشينكو
ماريا زاخارتشينكو (بالأوكرانية: Марія Захарченко)‏ هي لاعبة الغو ‏ أوكرانية، ولدت في 16 فبراير 1995 في كييف في أوكرانيا.